# Ламбарене
Ламбарене (фр. Lambaréné) — місто у Габоні, адміністративний центр провінції Середнє Огове.

## Географія
Ламбарене розташоване в центральноафриканських тропічних лісах на річці Огове. Річка поділяє місто на 3 райони: Рів Гош, Іль Ламбарене та Рів Друа. У районі Рів Друа розташована лікарня Альберта Швейцера. Більшість населення проживає в районі Рів Гош. Там же розташований аеропорт Ламбарене.

### Клімат
Місто лежить у зоні, котра характеризується кліматом тропічних саван. Найтепліший місяць — лютий із середньою температурою 27.2 °C (81 °F). Найхолодніший місяць — липень, із середньою температурою 22.8 °С (73 °F).
| Клімат Ламбарене        | Клімат Ламбарене | Клімат Ламбарене | Клімат Ламбарене | Клімат Ламбарене | Клімат Ламбарене | Клімат Ламбарене | Клімат Ламбарене | Клімат Ламбарене | Клімат Ламбарене | Клімат Ламбарене | Клімат Ламбарене | Клімат Ламбарене | Клімат Ламбарене |
| Показник                | Січ.             | Лют.             | Бер.             | Квіт.            | Трав.            | Черв.            | Лип.             | Серп.            | Вер.             | Жовт.            | Лист.            | Груд.            | Рік              |
| Абсолютний максимум, °C | 33               | 35               | 34               | 35               | 34               | 33               | 30               | 31               | 33               | 33               | 33               | 33               | 35               |
| Середній максимум, °C   | 30               | 31               | 31               | 31               | 30               | 27               | 26               | 27               | 28               | 30               | 30               | 30               | 30               |
| Середня температура, °C | 26               | 26               | 26               | 26               | 26               | 24               | 22               | 23               | 24               | 26               | 26               | 26               | 25               |
| Середній мінімум, °C    | 22               | 22               | 22               | 22               | 22               | 21               | 19               | 19               | 21               | 22               | 22               | 22               | 21               |
| Абсолютний мінімум, °C  | 19               | 19               | 18               | 16               | 17               | 17               | 13               | 13               | 19               | 20               | 20               | 20               | 13               |
| Норма опадів, мм        | 130              | 190              | 260              | 190              | 180              | 10               | 0                | 0                | 70               | 360              | 400              | 140              | 1980             |
| Днів з дощем            | 9                | 9                | 10               | 9                | 9                | 1                | 0                | 0                | 5                | 16               | 17               | 10               | 101              |
| Вологість повітря, %    | 87               | 85               | 85               | 86               | 88               | 88               | 85               | 84               | 84               | 88               | 88               | 86               | 86               |
| ----------------------- | ---------------- | ---------------- | ---------------- | ---------------- | ---------------- | ---------------- | ---------------- | ---------------- | ---------------- | ---------------- | ---------------- | ---------------- | ---------------- |
| Джерело: Weatherbase    |                  |                  |                  |                  |                  |                  |                  |                  |                  |                  |                  |                  |                  |

## Економіка
Основною економіки міста є рибальське господарство. На стадії проектування перебуває новий порт.

## Населення
Нині місто населено в основному представниками народів етнічної групи банту.

### Видатні жителі
- П'єр Бразза — італійський граф, дослідник, який поклав початок французькому пануванню у верхній течії Огове й на Конго.
- Роза Франсіна Рогомбе — габонська політична діячка, в. о. Президента Габону після смерті 8 червня 2009 року Омара Бонго.
- Андре Рапонда Вокер — антрополог і священик, який працювавпоблизу Ламбарене.